# Harumi Klossowska de Rola
 (octobre 2023).
La mise en forme du texte ne suit pas les recommandations de Wikipédia : il faut le « wikifier ».
Les points d'amélioration suivants sont les cas les plus fréquents. Le détail des points à revoir est peut-être précisé sur la page de discussion.
- Les titres sont pré-formatés par le logiciel. Ils ne sont ni en capitales, ni en gras.
- Le texte ne doit pas être écrit en capitales (les noms de famille non plus), ni en gras, ni en italique, ni en « petit »…
- Le gras n'est utilisé que pour surligner le titre de l'article dans l'introduction, une seule fois.
- L'italique est rarement utilisé : mots en langue étrangère, titres d'œuvres, noms de bateaux, etc.
- Les citations ne sont pas en italique mais en corps de texte normal. Elles sont entourées par des guillemets français : « et ».
- Les listes à puces sont à éviter, des paragraphes rédigés étant largement préférés. Les tableaux sont à réserver à la présentation de données structurées (résultats, etc.).
- Les appels de note de bas de page (petits chiffres en exposant, introduits par l'outil «  Source ») sont à placer entre la fin de phrase et le point final[comme ça].
- Les liens internes (vers d'autres articles de Wikipédia) sont à choisir avec parcimonie. Créez des liens vers des articles approfondissant le sujet. Les termes génériques sans rapport avec le sujet sont à éviter, ainsi que les répétitions de liens vers un même terme.
- Les liens externes sont à placer uniquement dans une section « Liens externes », à la fin de l'article. Ces liens sont à choisir avec parcimonie suivant les règles définies. Si un lien sert de source à l'article, son insertion dans le texte est à faire par les notes de bas de page.
- La présentation des références doit suivre les conventions bibliographiques. Il est recommandé d'utiliser les modèles {{Ouvrage}}, {{Chapitre}}, {{Article}}, {{Lien web}} et/ou {{Bibliographie}}. Le mode d'édition visuel peut mettre en forme automatiquement les références.
- Insérer une infobox (cadre d'informations à droite) n'est pas obligatoire pour parachever la mise en page.

Pour une aide détaillée, merci de consulter Aide:Wikification.
Si vous pensez que ces points ont été résolus, vous pouvez retirer ce bandeau et améliorer la mise en forme d'un autre article.
Harumi Klossowska de Rola (née en 1973 à Genève) est une dessinatrice de bijoux et sculptrice suisse. 

## Biographie
Fille du peintre Balthus et de Setsuko Ideta dont elle est le troisième enfant, Harumi Klossowska de Rola vit au Grand Chalet à Rossinière, où se trouve également son atelier d'artiste,.

## Expositions

### Expositions personnelles (sélection)
- 2011 Crânes, Galerie du Passage, Paris, France.
- 2015 Harumi Klossowska de Rola, Les Trois Pommes – Cabinet des arts, Zürich, Suisse.
- 2017 Retour d’Expédition, L’Ecole des Arts Joailliers, Van Cleef & Arpels, Paris, France[4].
- 2018 Dialogue, maison Valentino, Place Vendôme, Paris, France[5].
- 2019 Vestigae Naturae, L’Ecole des Arts Joailliers, Van Cleef & Arpels, Kyoto University, Kyoto, Japon[6].
- 2022 Hayawan, Robilant + Voena, Londres, Angleterre[7].
- 2023 Hayawan, Robilant + Voena, Saint-Moritz, Suisse[8].
- 2023 Yakushima, the Mystic Island, Galerie Yves Gastou, Paris, France[9].
- 2023 Hayawan, Robilant + Voena, New York, USA.

### Expositions collectives (sélection)
- 2002 Creativita Riflessa, Palazzo Doria Pamphilj San martino al Cimino, Viterbo, Italie.
- 2002 Harumi Klossowska x Donata Wenders, Grand Chalet, Rossinière, Suisse & Tokyo, Japon.
- 2010 Cabinet Contemporain de Curiosités de Thomas Érber, Colette, Paris, France.
- 2015 Cabana Pop Up Store, MiArt Contemporary Art and Design Fair, Milan, Italie.
- 2019 Venetian art and lifestyle experience, Chahan Gallery x Colnaghi, Abbazia San Gregorio, Venise, Italie[10].
- 2022 Rara Avis, White Cube, Paris, France[11].

## Collaborations
En tant que dessinatrice de bijoux, Harumi Klossowska de Rola a pu collaborer avec de nombreuses marques de joaillerie, mode et  design: 
- 2008 Boucheron. Création de deux pièces pour la maison Boucheron. Exposition-vente dans les Salons Boucheron, place Vendôme, Paris.
- 2012 Chopard. Création de trois pièces de Haute Joaillerie pour la Maison Chopard[12].
- 2014 Chopard. Création de quatre nouvelles pièces de Haute Joillerie pour la maison Chopard[13]. Présentation des pièces à Baselword.
- 2016 Chopard. Création de quatre nouvelles pièces pour la maison Chopard[14].
- 2016 Valentino. Création de plusieurs serre-têtes pour le défilé Haute Couture 2016.
- 2017 Valentino. Création de sept minaudières Les sept péchés capitaux pour la collection Haute Couture 2017-2018.
- 2018 Maison Goossens. Création d’une collection d’oeuvres pour Goosens Paris.
- 2022 Maison Goossens. Création d’une seconde collection d’oeuvres pour Goosens Paris[15].

## Publications (sélection)
- 2019 Harumi Klossowska de Rola. Vestigia Naturae, catalogue d’exposition personnelle, L’Ecole des Arts Joailliers par Van Cleefs & Arpels, Kyoto University, Kyoto, Japon.
- 2021 Harumi Klossowska de Rola, dir.art. Atelier Franck Durand.
- 2022 Harumi Klossowska de Rola. Hayawan, catalogue d’exposition personnelle, Robilant + Voena.
- 2023 Harumi Klossowska. Yakushima, l'île mystique, catalogue d’exposition personnelle, Galerie Yves Gastou.